# Козажев
Козажев (пол. Kozarzew) — село в Польщі, у гміні Казімеж-Біскупи Конінського повіту Великопольського воєводства.
Населення — 229 осіб (2011).
У 1975-1998 роках село належало до Конінського воєводства.

## Демографія
Демографічна структура станом на 31 березня 2011 року:
|          | Загалом | Допрацездатний вік | Працездатний вік | Постпрацездатний вік |
| -------- | ------- | ------------------ | ---------------- | -------------------- |
| Чоловіки | 113     | 27                 | 74               | 12                   |
| Жінки    | 116     | 20                 | 73               | 23                   |
| Разом    | 229     | 47                 | 147              | 35                   |